# جورج توماس كوكر
جورج توماس كوكر (بالإنجليزية: George Thomas Coker)‏ هو ضابط أمريكي، ولد في 14 يوليو 1943 في أماريلو في الولايات المتحدة.